# Siergiej Nabokow (poeta)

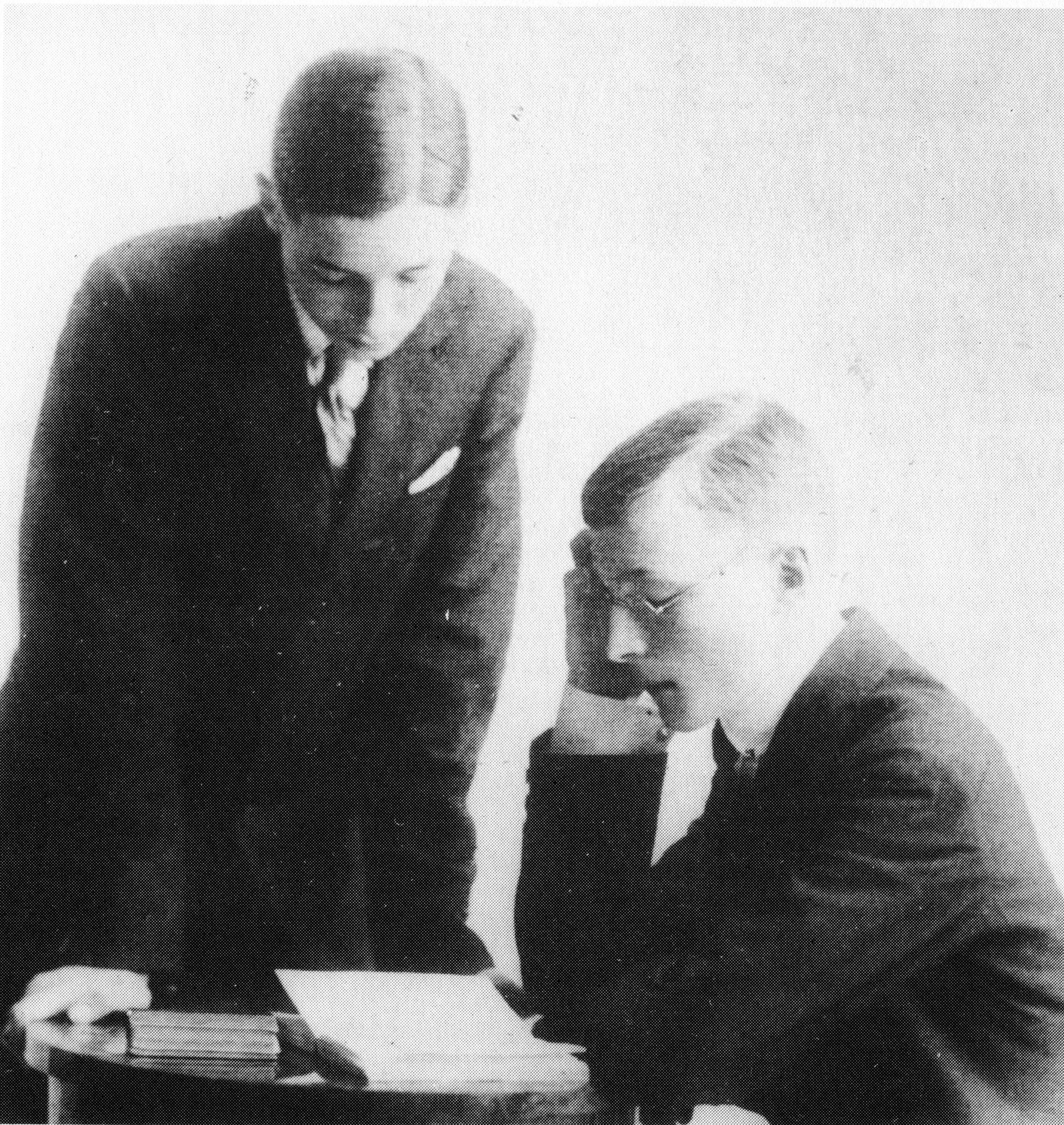
Vladimir i Siergiej w 1916 roku.

Siergiej Władimirowicz Nabokow (ur. 27 lutego?/12 marca 1900 w Petersburgu, zm. 9 stycznia 1945 w Neuengamme) – rosyjski pedagog i poeta, brat pisarza Władimira Nabokowa. Ofiara niemieckiego obozu koncentracyjnego.

## Życiorys

### W Rosji
Urodził się w szlacheckiej rodzinie Nabokowów: ojciec – słynny rosyjski prawnik Władimir Nabokow, matka, Elena Iwanowna – córka osoby publicznej i filantropa Iwana Rukawisznikowa. Siergiej był drugim synem w rodzinie po Vladimirze, będąc o 11 miesięcy młodszym od niego.
Siergiej, w przeciwieństwie do Vladimira, dorastał jako nieśmiały, niezręczny chłopiec, cierpiał na słaby wzrok i silne jąkanie. Od dziesięciu lat pasjonował się muzyką, godzinami grał fragmenty oper na fortepianie w pokoju na drugim piętrze i chodził na koncerty z ojcem . Niewiele rozmawiał ze swoim bratem Vladimirem .

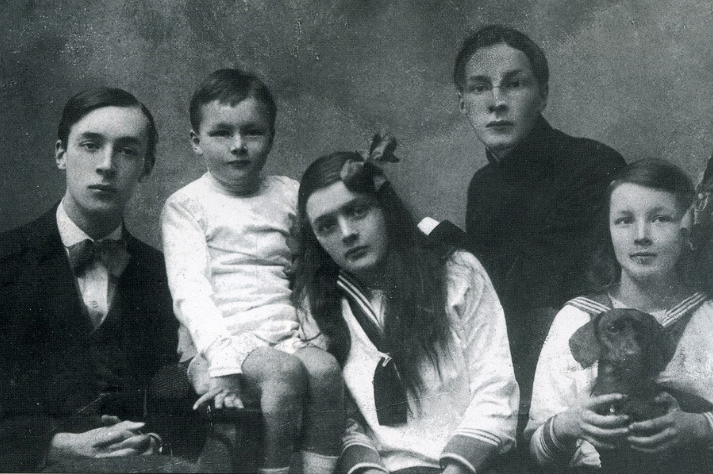
Dzieci Nabokowów w 1918 roku (od lewej do prawej): Vladimir, Kiryłł, Olga, Siergiej i Elena

Pierwsze lata życia spędził w domu Nabokowów na ulicy Bolszoj Morskiej w Petersburgu i ich podmiejskiej posiadłości w Wyrze (pod Gatczyną). Naukę rozpoczął w szkole Teniszewskiego, gdzie studiował przez pięć lat: następnie Siergiej został przeniesiony do Pierwszego Gimnazjum .
Kiedy Siergiej miał 15 lat, Vladimir przypadkowo znalazł na swoim biurku stronę z jego pamiętnika. I w „głupiej rozkoszy”  dał go nauczycielowi domowemu do przeczytania, a on ojcu. Wyraźnie wynikało z niej, że Siergiej był homoseksualny. Rodzina zareagowała na ten fakt stosunkowo spokojnie (ponieważ wujowie Siergieja Konstantin Nabokow i Wasilij Rukawisznikow byli również homoseksualni), ale według Briana Boyda to opóźnione wyrzuty sumienia wywołały gwałtowność, z jaką Władimir Nabokow później chronił swoje życie prywatne przed jakąkolwiek ingerencją  Pojawiło się jednak wyobcowanie Siergieja w relacjach w rodzinie. Ojciec, będąc postępowym liberalnym politykiem, prowadził kampanię mającą na celu zniesienie ścigania karnego osób homoseksualnych, ale raczej ze względu na zasadę prawa.
Rewolucja październikowa zmusiła Nabokowów do przeniesienia się na Krym. 2 listopada (15) 1917 r. Siergiej i Władimir Nabokow w wagonie sypialnym pociągu Symferopol wyjechali na zawsze z Piotrogrodu . Gdzieś w połowie sytuacja się pogorszyła: żołnierze uciekający z frontu wtłoczyli się do wagonu. Jak później przypomniał sobie Vladimir, jego brat, „aktor pierwszej klasy”, odegrał objawy tyfusu, a braci odsunięto na bok. W kwietniu 1919 r., przed początkiem bolszewizmu rodzina Nabokowów opuściła Rosję na zawsze i osiadła w Berlinie.

### W Europie

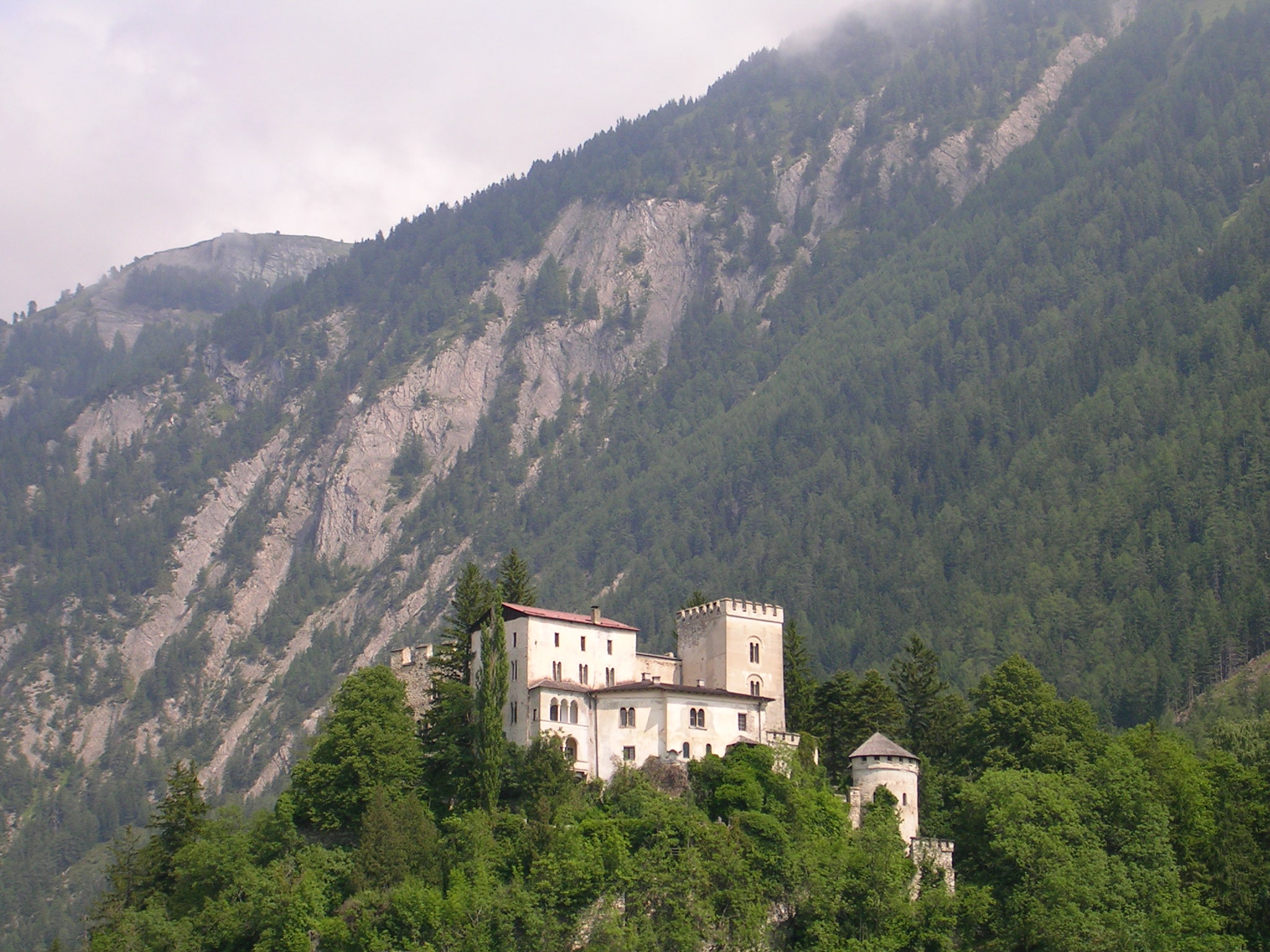
Zamek Weissenstein, Matrei, Wschodni Tyrol

Siergiej i Władimir uzyskali wykształcenie na Uniwersytecie Cambridge (Trinity College), studiowali filologię rosyjską i francuską. Spędzali wtedy razem dużo czasu, w szczególności grając w tenisa. Współcześni zauważali znaczącą różnicę między braćmi. Siergiej był wysokim, szczupłym blondynem o różowej skórze, eleganckim, estetycznym, wesołym, ale wrażliwym .
W 1922 roku, po ukończeniu studiów, bracia wrócili do Berlina do swojej rodziny. Obaj próbowali pracować w sektorze bankowym, ale obaj nie byli zdolni do takiej pracy: Vladimir pracował przez kilka godzin, a Siergiej wytrwał tydzień. W Berlinie bracia się rozeszli. Czując wówczas atmosferę tolerancji w Niemczech, Siergiej zachowywał się stosunkowo swobodnie, aktywnie komunikując się w społeczności gejowskiej, spotykając Magnusa Hirschfelda. Wkrótce przeniósł się do Paryża, gdzie mieszkał w maleńkim mieszkaniu swojego przyjaciela-emigranta artysty Pawła Czeliszczewa i jego kochanka Allena Tannera. Dzięki nim poznał homoseksualne elity kulturalne Paryża, takie jak Jean Cocteau, Siergiej Diagilew, Virgil Thomson czy Gertrude Stein . W latach 1924–1926 nawiązał romans z mieszkającym w Paryżu polskim malarzem Józefem Czapskim; związek skończył się, kiedy chory na tyfus Czapski wyjechał na leczenie do Londynu.
Według wspomnień współczesnych Siergiej Nabokow był miłym, inteligentnym młodym mężczyzną, który płynnie mówił w czterech językach, znał poezję francuską i rosyjską, uwielbiał muzykę i teatr, czym znacznie różnił się od jego brata. W Paryżu uczył angielskiego i rosyjskiego i głodował. Pisał wiersze, ale nie zostały zachowane . W 1926 r. Siergiej przeszedł na katolicyzm.
Pod koniec lat dwudziestych w Paryżu Siergiej spotkał syna austriackiego potentata ubezpieczeniowego Carla Thieme, Hermanna Thieme, który stał się miłością jego życia. Para przeniosła się do zamku Weissenstein, Matrei we wschodnim Tyrolu. W latach 30. dużo podróżowali po Europie. Na początku lat 30. XX wieku stosunki z bratem Władimirem ustabilizowały się: Siergiej nauczył go nawet języka niemieckiego . Zarzuty, że Vladimir Nabokov rzekomo odmawiał komunikacji ze swoim homoseksualnym bratem, nie odpowiadają rzeczywistości.

### Aresztowanie i śmierć
W 1936 r. Żona Vladimira Wiera została zwolniona z pracy w wyniku intensyfikacji kampanii antysemickiej w Niemczech. W 1937 r. Nabokowowie wyjechali do Francji. W maju 1940 r. Vladimir Nabokow uciekł z Paryża przed posuwającymi się żołnierzami niemieckimi i przeniósł się do Stanów Zjednoczonych ostatnim lotem linii pasażerskiej Champlain. Siergiej, nie wiedząc o tym, po przybyciu do Paryża stwierdził, że mieszkanie jest puste. Postanowił pozostać w kraju ze swoim kochankiem. Jednak biorąc pod uwagę postępowanie karne wobec homoseksualnych mężczyzn, postanowili się spotykać rzadko, aby nie wzbudzać podejrzeń. Siergiej pracował jako tłumacz w Berlinie.
Pomimo środków ostrożności Siergiej został aresztowany przez gestapo w 1941 r. Pod zarzutem kontaktów homoseksualnych (paragraf 175 niemieckiego kodeksu karnego). Po pięciu miesiącach uwięzienia za brak dowodów zwolniono go dzięki staraniom jego kuzynki Oni  (Sofia Dmitrijewna Fazold z domu Nabokowa, 1899–1982), starszej siostry kompozytora Nikołaja Nabokowa i wzięto pod obserwację. Jednak po tym incydencie Siergiej zaczął aktywnie krytykować nazistowskie władze w codziennych rozmowach. Dokładny powód jego drugiego aresztowania nie jest znany: Vladimir napisał, że jego brat został aresztowany jako „brytyjski szpieg”; Niektórzy współpracownicy Siergieja w obozie twierdzili, że wręcz przeciwnie, próbował ukryć zestrzelonego angielskiego pilota. 24 listopada 1943 r. Siergiej Nabokow został ponownie aresztowany pod zarzutem „oświadczeń wrogo nastawionych do państwa” i „sympatii anglosaskich” i 15 grudnia wysłany do obozu koncentracyjnego Neuengamme. W obozie otrzymał numer 28631. Naoczni świadkowie podali, że pod nadzorem Siergiej wykazywał się wyjątkową odpornością, pomagał słabym i dzielił jedzenie i odzież. 9 stycznia 1945 r., cztery miesiące przed wyzwoleniem obozu koncentracyjnego, Siergiej Nabokow zmarł z powodu czerwonki i głodu . Iwan Nabokow (syn Nikołaja Nabokowa, kuzyn Włodzimierza i Siergieja) przypomniał, że po wojnie często byli wywoływani, szukając ich w książce telefonicznej, aby z wdzięcznością opowiedzieć o odważnym zachowaniu Siergieja w obozie.
Hermann Thieme został również aresztowany, a następnie wysłany na front w Afryce. Pod koniec wojny mieszkał w swoim zamku, opiekując się niepełnosprawną siostrą, i zmarł w 1972 roku .

## Pamięć

### Śmierć Siergieja i germanofobia Władimira Nabokowa
Podczas wojny Vladimir Nabokov myślał, że Siergiej mieszkał całkowicie bezpiecznie w zamku Hermana. Nagle, jesienią 1945 r., miał sen, w którym Siergiej umarł na koi w obozie koncentracyjnym. Następnego dnia otrzymał list od swojego młodszego brata Cyryla, informujący o śmierci Siergieja . Śmierć Siergieja niewątpliwie wzmocniła germanofobię Nabokowa, panującą pod koniec lat 30. XX wieku. Na przykład w liście z 21.12.1945 r. Informuje pastora Christ Church w Cambridge, pastora Gardinera M. Daya, że jego jedenastoletni syn Dmitry nie będzie uczestniczył w zbiorze ubrań dla niemieckich dzieci. „Wierzę, że podawanie Niemcom żywności i odzieży oznacza zabieranie ich naszym sojusznikom na wszelkie sposoby... Gdybym wybrał między dziećmi greckimi, czeskimi, francuskimi, belgijskimi, chińskimi, holenderskimi, norweskimi, rosyjskimi, żydowskimi i niemieckimi, zdecydowanie nie wybrałbym ten ostatni”. Po powrocie do Europy Nabokow nigdy nie był w Niemczech, choć spędził 15 lat w kraju intensywnej pracy, która przyniosła mu rosyjską sławę. „Kiedy żyję, ci złoczyńcy, którzy zabijali i torturowali bezradnych i niewinnych, również mogą żyć. Skąd mam wiedzieć o tej otchłani w przeszłości mojego współczesnego, którego rękę przypadkowo uścisnęłam”.

### W pracach Vladimira Nabokova
Siergiej jest wspomniany w autobiografii Nabokova („Pamięci, przemów”). Według Briana Boyda „Vladimir był dręczony myślą, że nie kocha wystarczająco swojego brata – długa historia nieuwagi, bezmyślnego ośmieszenia, ciągłego zaniedbywania” . W 1945 r. Nabokov napisał w liście do E. Wilson: „Niemcy wysłali mojego drugiego brata do jednego z najgorszych obozów koncentracyjnych (pod Hamburgiem), gdzie zniknął. Ta wiadomość uderzyła mnie, ponieważ moim zdaniem Siergiej był ostatnią osobą, która, moim zdaniem, mogła zostać aresztowana (za jego „anglosaskie sympatie”): nieszkodliwa, bezczynna, wzruszająca osoba…”.
Niektórzy uczeni literaccy zwracają uwagę na możliwość odzwierciedlenia osobowości Siergieja Nabokowa w obrazach głównych bohaterów powieści „Prawdziwe życie Sebastiana Knighta”, „Bend Sinister” , „Ada albo Żar”. Inni zwracają uwagę na złożone interakcje obrazu homoseksualnego Kinboty w powieści Nabokova „Blady ogień” i prawdziwego wizerunku Siergieja. Śmierć jego brata i inne tragedie wojenne doprowadziły Nabokowa do głębokich przemyśleń na temat istoty zła na świecie, a jednocześnie do prób mentalnego zdystansowania się od strasznych wydarzeń.
Równolegle do Lolity Władimir Nabokow zaczął pisać powieść o bliźniętach nierozdzielonych, z których jedno było zakochane w drugim, ale pozostawił ten pomysł na korzyść Lolity .

### W innych tekstach kultury
W filmie Mademoiselle O. (1993), opartym na autobiograficznych dziełach Vladimira Nabokova, rolę Siergieja gra Grigorij Kłałow. Według krytyków film jest częściowo hołdem dla Siergieja Nabokowa. Jego wizerunek jest porównywany z wizerunkiem guwernantki „Mademoiselle”: po wielu latach autor czuje się winny i żałuje obu. W filmie Siergiej jest przedstawiany jako miły i czuły chłopak młodszy od Vladimira, w ostrym kontraście z zimnym i pozbawionym dystansu starszym bratem.